# RN7 (omroep)
RN7 is een streekomroep voor Nijmegen, Druten, Beuningen, Wijchen en Overbetuwe. Sinds 1 november 2017 wordt er uitgezonden in de plaats van de omroep N1. Sinds 1 mei 2018 is ook RTV Totaal (voorheen Webfm) overgegaan op RN7, gevolgd door de Wijchense Omroep op 1 januari 2019. RN7 werkt sinds 2023 nauw samen met de omroepen Extra FM, GL8 en Omroep Berg en Dal. 

## Geschiedenis
De lokale omroep te Nijmegen werd voorheen uitgezonden door Omroep Nijmegen. Toen deze zender besloot om zijn activiteiten te staken, diende Stichting Waalstad Media een licentieaanvraag in bij het Commissariaat voor de Media om lokale publieke omroep van Nijmegen te mogen worden. Nadat de licentieaanvraag een feit was, besloot de omroep om onder de naam Nijmegen1 Radio & TV uit te gaan zenden. In januari 2008 is de omroep haar televisie-uitzendingen gestart met programma's als "De Straat Van de Week", "Op de Mert" en een jongeren- en cultuurprogramma. Daarnaast wordt er nieuws, weer en sport uitgezonden.
Vanaf april 2010 tot oktober 2013 heette Nijmegen1 Radio & TV 'RTV Nijmegen1'. Vanaf 1 oktober 2013 heeft er opnieuw een vernieuwing plaatsgevonden bij de omroep. 'RTV Nijmegen1' dekte niet langer de lading, N1 werd de nieuwe naam van de omroep. Via social media, televisie (dagelijks minstens 1 uur televisieprogrammering) en van 's morgens vroeg tot 's avonds laat live radio uit de glazen radiostudio op de Mariënburg houdt N1 de Nijmegenaren op de hoogte van het wel en wee in de oudste stad van Nederland.
In november 2015 stond N1 er financieel slecht voor. De gemeente Nijmegen besloot toen extra subsidie toe te kennen. Er kwam een nieuwe hoofdredacteur en dagelijkse leiding, nieuwe tv-programma's en actievere participatie op sociale media. De zender werd journalistieker en professioneler. Dagelijkse nieuwsupdates verschenen en de programmering voor televisie werd diverser, met programma's als Wat zegt het volk?, Al mot ik krupe, Haar maar waar en Regiosport. Ook het maandelijks gesprek met burgemeester Hubert Bruls deed zijn intrede.
In 2017 bepaalde de politiek dat het aantal lokale omroepen moest worden teruggebracht tot een enkele overkoepelende regionale omroepen. Het begon met de fusie van de drie omroepen Wijchense Omroep, RTV Totaal en N1. Het idee was om ook Omroep Berg en Dal in de fusie te betrekken, maar deze omroep was tegen de fusie. Reden hiervoor was de fusie van deze omroep met Omroep Groesbeek en WFM (Millingen en Ubbergen) kort daarvoor. Ook GL8, de lokale omroep van Mook en Heumen, was oorspronkelijk tegen het idee.
Sinds medio 2018 zendt RN7 ook uit in de gemeente Overbetuwe, zowel op radio als op televisie. Sinds 1 januari 2019 heet de overkoepelende organisatie officieel Stichting Streekomroep RN7. Sinds november 2019 is Heumen uit het doelgebied van RN7 geschrapt omdat deze gemeente zijn zendmachtiging heeft toegekend aan GL8.
Op 28 november 2023 kondigden RN7, GL8, ExtraFM en Omroep Berg en Dal aan samen verder te gaan onder de naam RN7. De omroep gaat werken vanuit twee locaties, een locatie in Groesbeek en de bestaande RN7 locatie in Nijmegen.
Vanaf januari 2024 nam Robert Claus het roer over van Nadine Huntink als directeur van de omroep.

## Programma's
RN7 heeft een dagelijkse programmering met nieuws (RN7 Regionieuws) en verschillende televisie- en radioprogramma's. Tevens zendt RN7 rechtstreekse reportages uit bij grootschalige evenementen als de carnavalsoptochten, de Vierdaagse, de Zevenheuvelenloop en de Sinterklaasintocht.

### Televisie
Een greep uit de televisieprogramma's die RN7 uitzendt of heeft uitgezonden:
- 024 UUR IN DE REGIO (presentatie: Miguel Laugs)
- Alles Draait (presentatie: Mathijs Vos, Imke Elshof, Sophie Heijnen, Chará Eustathiou, Job Maresch)
- Al Mot Ik Krupe (presentatie: Gerry van Campen)
- After Noize (presentatie: Rick van Elk)
- B&B in... (presentatie: Daphne Beurskens)
- Bring The Noize: Rewind (presentatie: Miguel Laugs)
- Bring The Noize: The Revival (presentatie: Miguel Laugs, Imke Elshof, Sascha Ensing)
- De Aanloop (presentatie: Daan Wijfje)
- De CoroNabeschouwing (presentatie: Miguel Laugs)
- De Streek In (presentatie: Daphne Beurskens, Maurice de Mandt, Manon van der Heijden, Peter Nillesen)
- Gelukszoekers (presentatie: Imke Elshof)
- Gezond Ouder Worden (presentatie: Peter Nillesen)
- #GROEN (presentatie: Margot Ribberink, Imke Elshof, Job Maresch)
- Het Streektalent (presentatie: Job Maresch)
- Hymn (presentatie: Miguel Laugs, Rick van Elk)
- In Gesprek Met (presentatie: Michiel van Heijst, eerder Raymond Janssen)
- Klaar Voor Kerst! (presentatie: Jorai Riemens, Manon van der Heijden, Peter Nillesen)
- Krupe in de regio (presentatie: Jessica Conquet)
- Mertpraot (verslaggevers)
- NEC Update (Maurice de Mandt & Nick Rokers)
- Nijmeegse Kennis (presentatie: Guido Matthee)
- NOVIO (presentatie: Lars van den Akker)
- Nu in de bios (presentatie: Pleun Vondeling, Tom van den Berg)
- Okie Dokie TV (presentatie: Anton Adelaar)
- Oud Maar Niet Versleten (presentatie: Betsie Arts)
- RN7 Regionieuws (presentatie: Maurice de Mandt, Imke Elshof, Tom van den Berg)
- RN7 Jaaroverzicht (presentatie: wisselende presentatoren)
- Wat Bloemen Doen (presentatie: Peter Nillesen)
- #WZHV (presentatie: Joyce Dijkstra)

Externe televisieprogramma's die RN7 doorgeeft:
- Beeldbrengers
- Bieb Boys
- Campus In Beeld
- De Muzen
- Nijmegen in beweging
- Okie Dokie: digi dorp 2020
- Oranje Top 30
- Rondje Regio

### Radio
Een greep uit de radioprogramma's die RN7 uitzendt:
- De Avondshow (presentatie: Heini van Bergen, Rick Puts, Peter Nillesen, Arno Kemperman, Eva Ouwendijk)
- Het Studentenhuis (presentatie: Tom van den Berg, Maico Derksen, Djuna Kanters)
- Jorik's Vriendenboekje (presentatie: Jorik Schuirink)
- Kom D'r Uut (presentatie: John Coppens)
- Muziekcarrousel (presentatie: Gerrie Rossen)
- NEC Update Live/podcast (Presentatie: Maurice de Mandt, Nick Rokers & Harold Bastiaans)
- Peters weekend (presentatie: Peter Nillesen)
- Regiosport (presentatie: Sander van Gelder)
- RN7 Live (presentatie: Rick Hovens, Jeske Jansen, Jorik Schuirink)
- Saturday Mike Fever (presentatie: Mike Arntz, Mathijs Vos, Daphne Beurskens)
- Studio 54 (presentatie: Rob van Mullem)
- 't Is weer maandag (presentatie: Pleun Vondeling, Yannick Jehoul)
- VrijMiBo (presentatie: Heini van Bergen)
- WeekendLife (presentatie: Peter Nillesen)
- Zin in Zaterdag (presentatie: Ruud van Gemert, Rogier Engels)

Een greep uit een aantal oude radioprogramma's:
- Adelaar's Nest (presentatie: Anton Adelaar)
- Afslag 7 (presentatie: Micha Jans)
- BrabbelBart (presentatie: Bart Geurts)
- Bureau Bart (presentatie: Bart Meijer)
- Café 7 (presentatie: Peter Nillesen, Anton Adelaar)
- De Ontbijtshow (presentatie: Gerry van Campen)
- Fris met Friso (presentatie: Friso Wanrooij)
- Hymn for the Weekend (presentatie: Rick van Elk, Miguel Laugs)
- Maurice@work (presentatie: Maurice de Mandt)
- On-Demandt (presentatie: Maurice de Mandt)
- RNZondag (presentatie: Daan Wijfje)
- Studio De Streek (presentatie: Eva van den Berg, Michiel van Heijst)
- WeekendBar (presentatie: Andy Foss)
- Zondagpraat (presentatie: Pleun Vondeling, Imke Elshof)

## Nijmeegse Vierdaagse
De zeven lokale omroepen in de buurt van Nijmegen werkten al jarenlang samen tijdens de Nijmeegse Vierdaagse en de Vierdaagsefeesten. Sinds juli 2008 werd er met de omroepen N1, Lokale Omroep Mill, GL8, Wijchense Omroep, RTV Totaal en Extra FM samengewerkt voor de 4DaagseRadio en de 4DaagseTV. Met ingang van 2018 verdwenen deze beider gelegenheidsomroepen om in hun geheel op te gaan in RN7. Ter gelegenheid van de Vierdaagse heeft RN7 ieder jaar een aangepaste programmering met speciale programma's die verslag doen van de Vierdaagse en hier uitgebreider op ingaan.

## Studio
De tv-studio en de redactie bevonden zich tot oktober 2019 aan het Arsenaalgas 8a te Nijmegen. De radiostudio bevond zich in een glazen ruimte in het kassagebouw van Lux. Per 1 oktober 2019 is RN7 verhuisd naar een pand in het Kerkenbos in Nijmegen. Zowel de redactie als de radiostudio zijn nu op één verdieping gevestigd.